# Magyar Kalózpárt
A Kalózpárt a Lehet Más a Politika volt tagjaiból alakult egykori csoport, ami 2011-ben vált ki a pártból, és 2012 áprilisában hivatalosan is politikai szervezetté alakult.

## Céljaik
- a személyi és szabadságjogok védelme (beleértve a felhasználók tudta nélküli adatgyűjtés szabályozását és a világháló függetlenségének és cenzúrázhatatlanságának megőrzését);
- a kultúra, a tudás és az információ szabad áramlásának biztosítása;
- a szerzői, szabadalmi, oltalmi és társult jogok szabályozásának megreformálása;
- a természet és ember alkotta környezet védelme, a fenntartható energiaforrások és a környezetbarát technológiák alkalmazása.
- a demokrácia továbbfejlesztése és megvédése, minden állampolgár bevonása a társadalmi döntések mechanizmusába a közvetlen és likvid demokrácia rendszerén keresztül.[1]